# Głębowice (gromada w powiecie wołowskim)
Głębowice – dawna gromada, czyli najmniejsza jednostka podziału terytorialnego Polskiej Rzeczypospolitej Ludowej w latach 1954–1972.
Gromady, z gromadzkimi radami narodowymi (GRN) jako organami władzy najniższego stopnia na wsi, funkcjonowały od reformy reorganizującej administrację wiejską przeprowadzonej jesienią 1954 do momentu ich zniesienia z dniem 1 stycznia 1973, tym samym wypierając organizację gminną w latach 1954–1972.
Gromadę Głębowice z siedzibą GRN w Głębowicach utworzono – jako jedną z 8759 gromad na obszarze Polski – w powiecie wołowskim w woj. wrocławskim, na mocy uchwały nr 31/54 WRN we Wrocławiu z dnia 2 października 1954. W skład jednostki weszły obszary dotychczasowych gromad Głębowice, Aleksandrowice i Pierusza (bez przysiółka Warzęgowo) ze zniesionej gminy Wińsko w tymże powiecie. Dla gromady ustalono 13 członków gromadzkiej rady narodowej.
31 grudnia 1961 do gromady Głębowice włączono wsie Brzózka, Rudawa, Gołaszów, Białawy, Białawy Małe, Węglewo i Stryjenko ze zniesionej gromady Rudawa w tymże powiecie.
Gromada przetrwała do końca 1972 roku, czyli do kolejnej reformy gminnej.